# Климовичи (станция)
Кли́мовичи (бел. Клімавічы) — железнодорожная станция в городе Климовичи. Располагается на однопутной тепловозной линии Орша — Кричев — Унеча между станцией Михеевичи и о.п. Осмоловичи. Станция относится к Могилёвскому отделению Белорусской железной дороги.

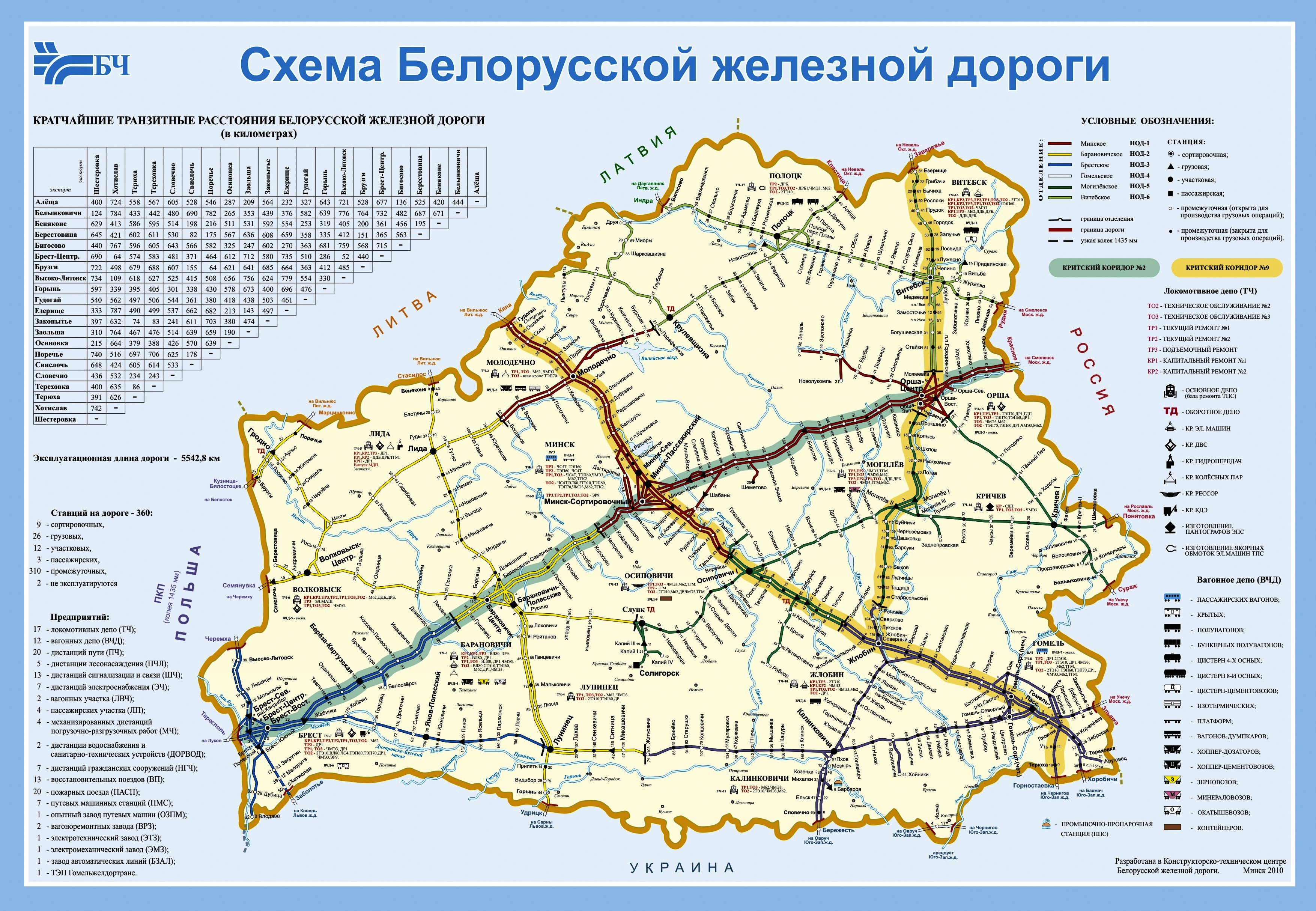
Схема Белорусской железной дороги состояние на 2010 год

## История
В 1923 году в городе открыли железнодорожную станцию на линии Орша — Унеча.

## Расписание движения
- Расписание движения на все дни по станции Климовичи Архивная копия от 4 марта 2016 на Wayback Machine

С 11.12.2016 вокзал принимает и отправляет поезда следующих направлений:

##### Поезда межрегиональных линий экономкласса
| № поезда | маршрут следования |
| -------- | ------------------ |
| 661Б     | Орша — Коммунары   |
| 662Б     | Коммунары — Орша   |

##### Поезда региональных линий бизнес-класса
| № поезда | маршрут следования  |
| -------- | ------------------- |
| 780Б     | Могилёв — Коммунары |
| 786Б     | Коммунары — Кричев  |
| 776Б     | Могилёв — Коммунары |
| 778Б     | Коммунары — Могилёв |

##### Поезда региональных линий экономкласса
| № поезда | маршрут следования   | дни курсирования | остановки             |
| -------- | -------------------- | ---------------- | --------------------- |
| 6551     | Кричев — Белынковичи | пн, сб           | везде                 |
| 6552     | Белынковичи — Кричев | пн, сб           | везде                 |
| 6541     | Кричев — Коммунары   | ежедневно        | Осмоловичи, Коммунары |
| 6542     | Коммунары — Кричев   | ежедневно        | везде                 |
| 6543     | Кричев — Белынковичи | ср, сб           | везде                 |
| 6543     | Кричев — Коммунары   | кроме ср, сб     | везде                 |
| 6544     | Белынковичи — Кричев | ср, сб           | везде                 |
| 6544     | Коммунары — Кричев   | кроме ср, сб     | везде                 |
| 6545     | Кричев — Сураж       | ежедневно        | везде                 |
| 6546     | Сураж — Кричев       | ежедневно        | везде                 |
| 6547     | Кричев — Белынковичи | ежедневно        | везде                 |
| 6548     | Белынковичи — Кричев | ежедневно        | везде                 |

## Галерея

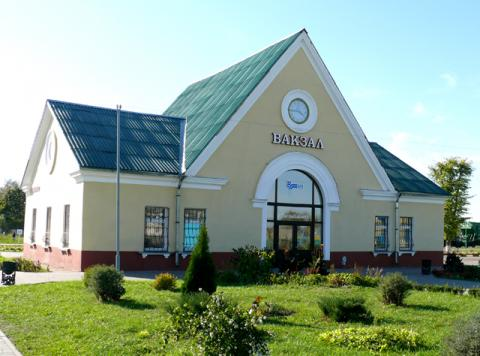
здание вокзала
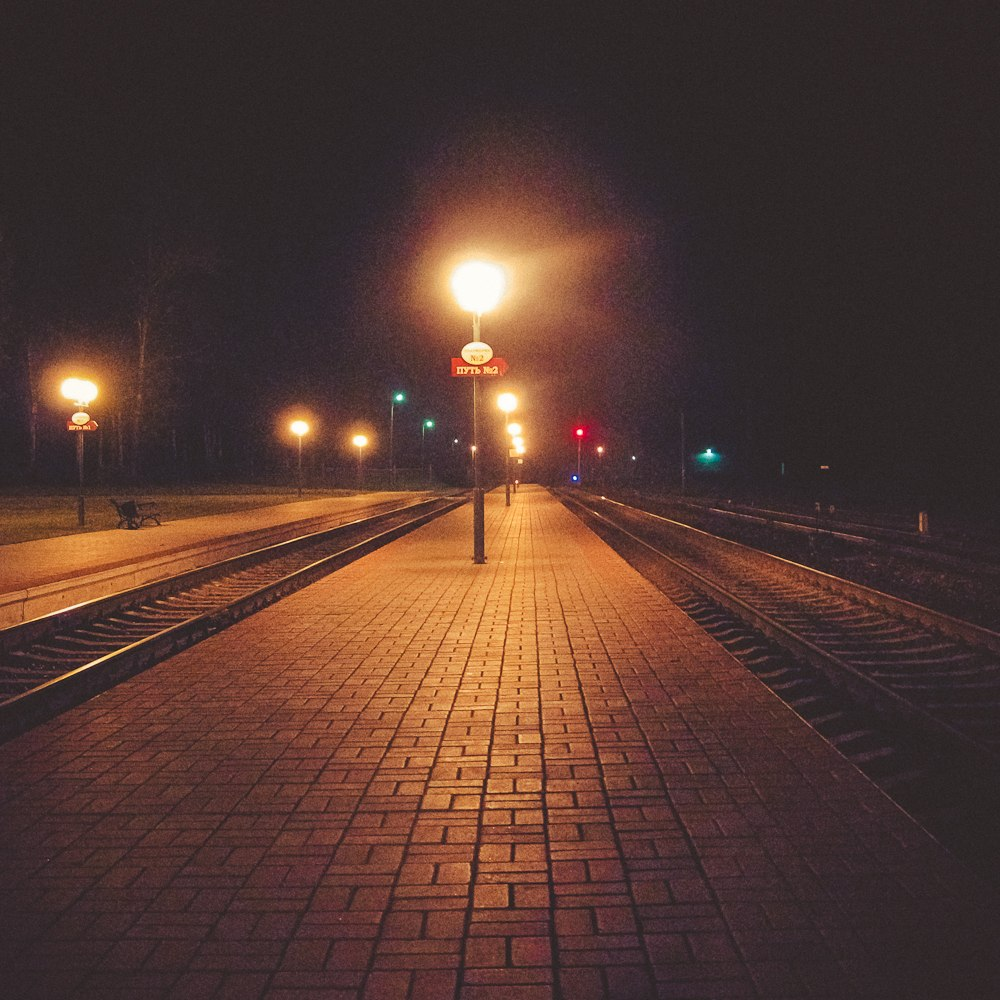
2-а платформа ночью
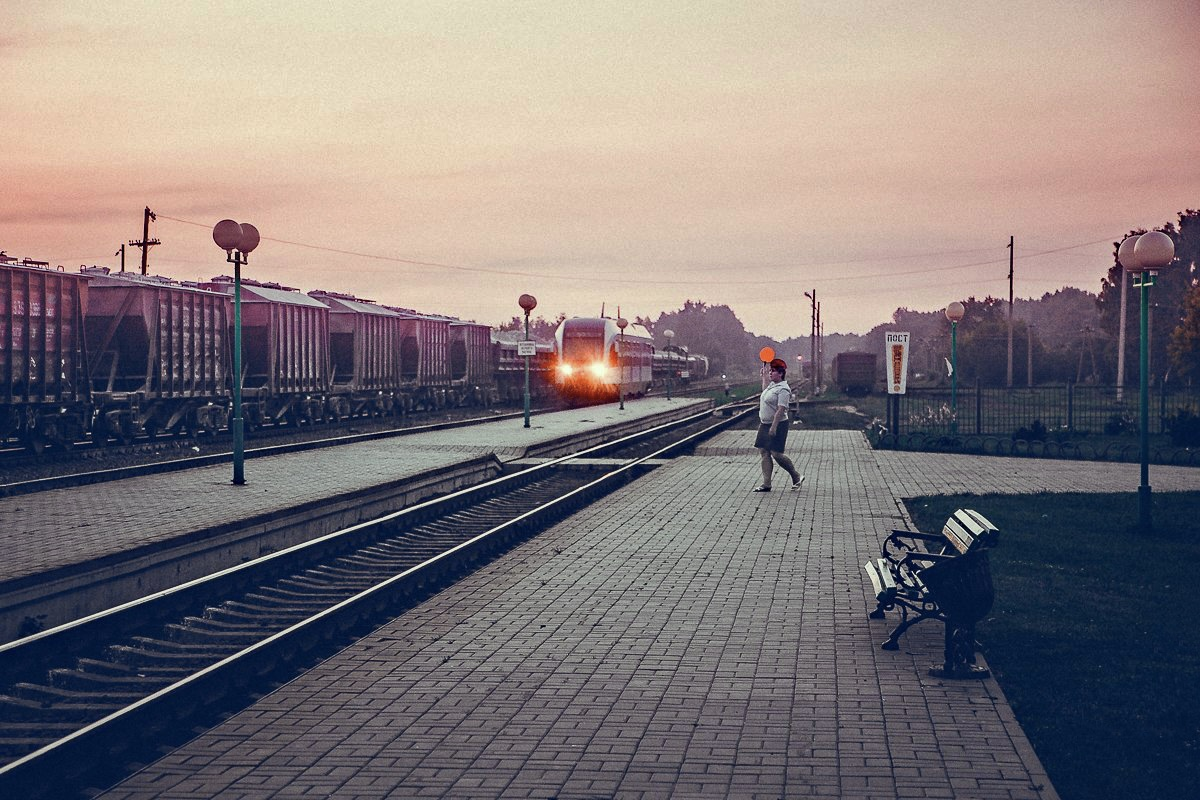
1-я платформа
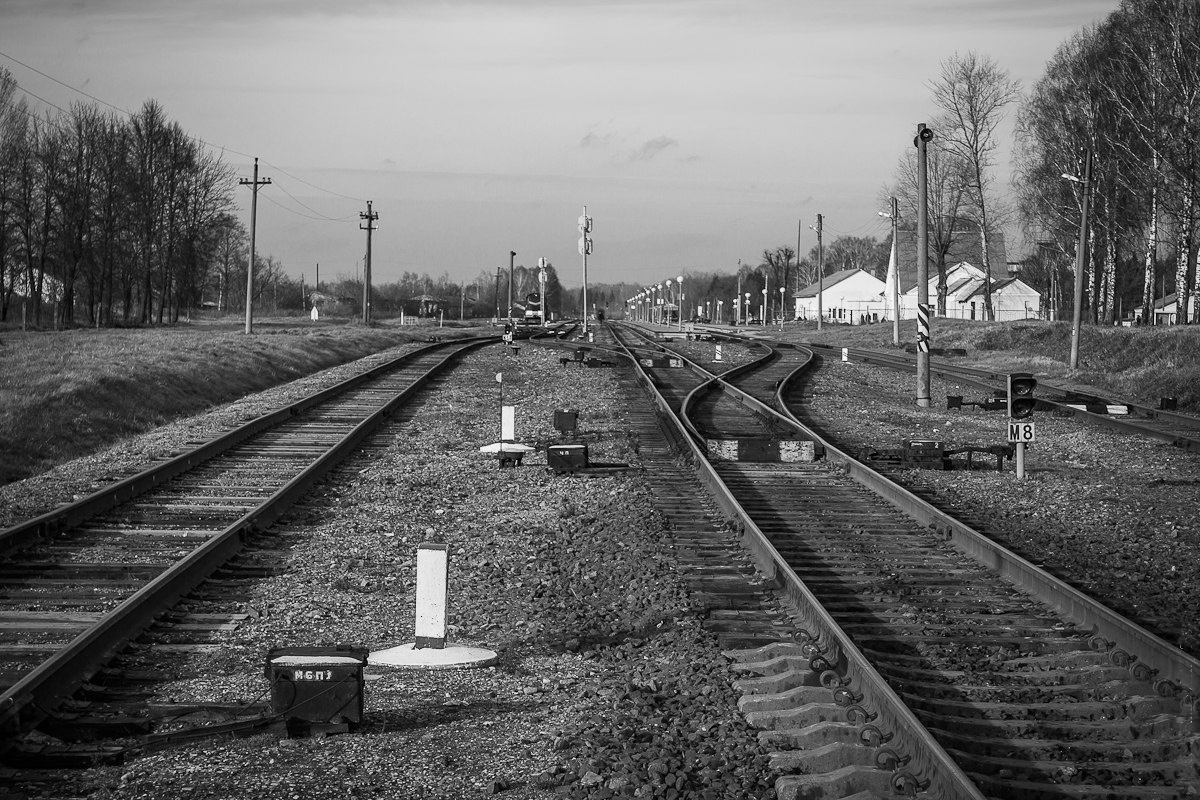
въезд на станцию со стороны Коммунар
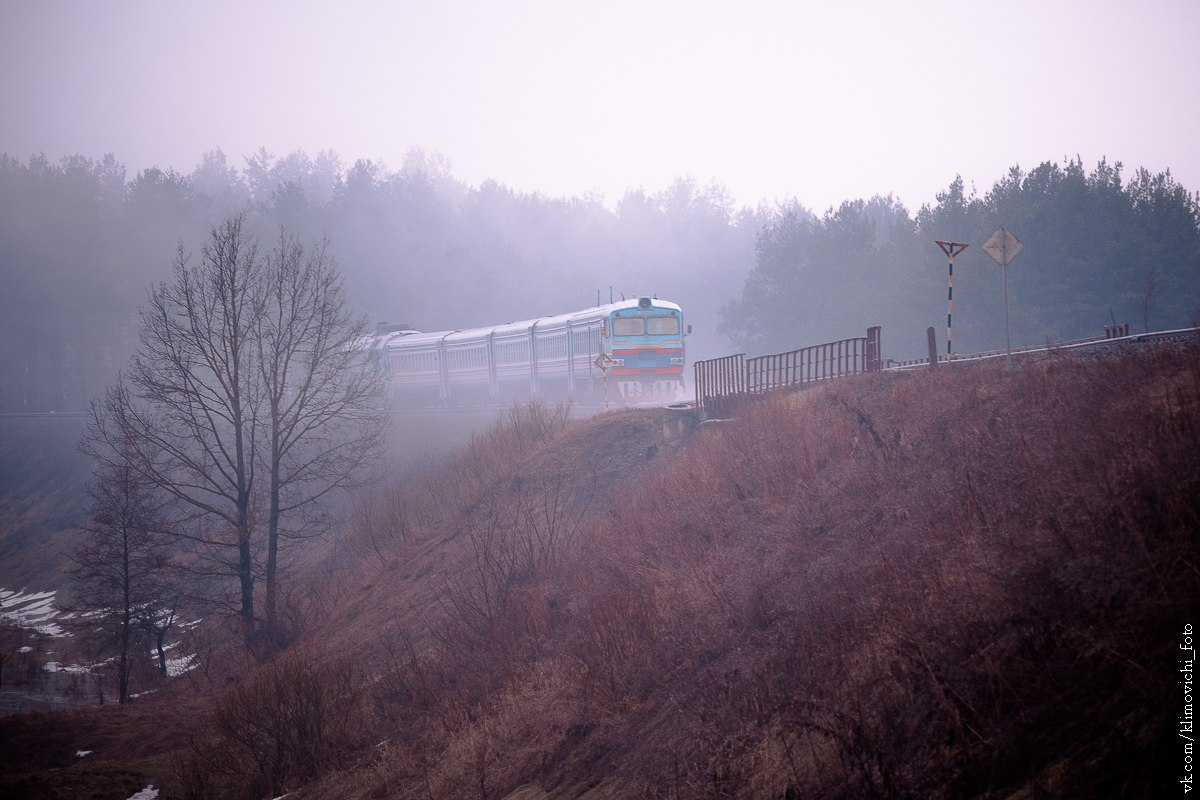
проезд дизель-поезда по мосту через р. Лобжанка